# Tournefortia vestita
Tournefortia vestita är en strävbladig växtart som beskrevs av Ellsworth Paine Killip. Tournefortia vestita ingår i släktet Tournefortia och familjen strävbladiga växter. Inga underarter finns listade i Catalogue of Life.